# Pokucie Kołomyja
WCKS Pokucie Kołomyja – polski klub piłkarski z siedzibą w Kołomyi. Rozwiązany podczas II wojny światowej.

## Historia
Piłkarska drużyna Pokucie została założona w Kołomyi na początku XX wieku. Już w 1921 roku w mieście istniały kilka polskich i żydowskich klubów oraz dwa ukraińskie kluby piłkarskie: Dowbusz (zorganizowany przez „Płast”, który prowadził Petro Franko, syn Iwana Franki) i Chortycia, w którym grali uczniowie gimnazjum. Silnym, dobrze zorganizowanym zespołem był Sokół, który pojawił się nieco później. Najsilniejszymi z nich były Wojskowo-Cywilny Klub Sportowy Pokucie i Żydowskie Towarzystwo Gimnastyczne Dror. 
Historia klubu Pokucie rozpoczęła się wraz z zespołem 49 Pułku Piechoty. Stadion, gdzie prowadził swoje mecze domowe 49 Pułk Piechoty był ogrodzony, miał dość duże trybuny, 6 torów na bieżni, boisko do piłki nożnej o rozmiarze 110 x 74 metrów. Porządku na stadionie pilnowali wojskowi, wstęp był płatny, czynny był bufet.
W 1933 roku w Kołomyi gościł światowej sławy klub Hakoah Wiedeń. Z wynikiem 9:3 Austriacy pokonali drużynę miasta, zbudowaną w oparciu o 49 Pułku Piechoty.
Przed 1939 działała także sekcja hokeja na lodzie klubu.
We wrześniu 1939, kiedy wybuchła II wojna światowa, klub przestał istnieć. Czołgi Armii Czerwonej zniszczyły stadion Pokucia.